# Асоциация за регионално сътрудничество в Южна Азия
Асоциация за регионално сътрудничество в Южна Азия (на английски: South Asian Association for Regional Cooperation, SAARC) – е икономическа и политическа организация от 8 държави в Югоизточна Азия.
Основана е на 8 декември 1985 г. по идея на президента на Бангладеш за сътрудничество в социално-икономическата сфера. Нещо повече идеята за асоциацията се заражда малко по-рано през 1980 г. Щаб-квартирата се намира в Катманду (Непал). Официалният език е английски. Най-големи градове са Кабул, Делхи, Дака и Исламабад. Афганистан се присъединява към организацията през 2007 г., по време на 14-а среща на страните.
Асоциацията е най-голямата по население регионална организация, средно с близо 1,5 милиарда жители (или около 30 % от населението на света). Брутният вътрешен продукт в тези държави е много нисък. Основният проблем, с който се сблъсква организацията, е финансов – трудно се финансират дейности.

## Регионална стратегия на Азия 2007 – 2013 г.

### Обяснение
Регионалната стратегия на Азия идентифицира приоритетите за сътрудничество между Европейския съюз и региона за периода 2007 – 2013 г., т.е. насърчаване на сътрудничеството и регионалната интеграция, сътрудничество, основано върху политиката и ноу-хау по отношение на околната среда, образованието и здравеопазването, както и подкрепа за разселени групи от населението в Азия. По този начин се позволява помощта да бъде насочена в съответствие с действията, определени за постигане на тези приоритети, докато в същото време се определят редът и условията за изпълнение в Регионалната индикативна програма за периода 2007 – 2013 г.

### Изложение
Южноазиатската асоциация за регионално сътрудничество (SAARC) се състои от Бангладеш, Бутан, Индия, Малдиви, Непал, Пакистан и Шри Ланка. SAARC е израз на решимостта на народите на Южна Азия да работят заедно за намиране на решения на общите си проблеми в духа на приятелство, доверието и разбирателство и да се създаде ред, основан на взаимно уважение, равенство и споделените ползи. Основната цел на сдружението е да се ускори процеса на икономическото и социалното развитие в държавите членки, чрез съвместни действия в договорените области на сътрудничество.

### Цели на сдружението
Целите, принципите и общите разпоредби са посочени в Хартата на SAARC, са както следва:
- Насърчаване на благосъстоянието на народите на Южна Азия, както и да се подобри качеството им на живот;
- Ускоряване на икономическия растеж, социалния напредък и културното развитие в региона и предоставянето на възможност всички лица да живеят с достойнство и да реализират пълния си потенциал;
- Насърчаване и укрепване колективната самостоятелност сред страните от Южна Азия;
- Допринесе за взаимното доверие, разбиране и оценяване на проблеми;
- Насърчаване на активното сътрудничество и взаимопомощ в икономически, социални, културни, технически и научни области;
- Засилване на сътрудничеството с други развиващи се страни;
- Да се засили сътрудничеството помежду си в международни форуми по въпроси от общ интерес;
- Да си сътрудничи с международни и регионални организации със сходни цели и задачи.

### Принципи на сдружението
Сътрудничество в рамките на Асоциацията се основават на зачитането на принципите на суверенното равенство, териториалната цялост, политическата независимост, ненамеса във вътрешните работи на други държави и взаимна изгода.
- Такова сътрудничество има за цел да допълва, а не да замени двустранно или многостранно сътрудничество.
- Такова сътрудничество следва да бъде в съответствие с двустранни и многостранни задължения на държавите членки.
- Решения на всички нива в SAARC се вземат въз основа на единодушие.

## Предизвикателства пред Азия
На политически ново Азия е белязана от появата на Китай и Индия, има и нови системи на управление. Тя се изправя пред големи предизвикателства в сферите на:
- Отбраната;
- Разпространението на ядрени оръжия;
- Демократизацията;
- Правата на човека;
- Здравето и безработицата;
- Ситуации на нестабилност;

В изминалите 20 години, Азия придобива силен икономически растеж, който се дължи на голяма откритост и икономически реформи. По-голямата част от страните са членки на СТО (Световната търговска организация). Въпреки напредъка повишаването на социално-икономически показатели доведе до различията в доходите, а създаването на заетост намалява в много страни, ползите от растежа са неравномерно разпределени и институционални слабости, природни бедствия и слабост на инфраструктурите продължават да възпрепятстват развитието

## Институционална структура

### Срещи на високо равнище
През периода 1985 – 95 г. са били проведени осем срещи на ръководителите на държавните и правителствените в Дака 1985, Бангалор 1986, Катманду 1987, Исламабад 1988, Мал 1990, Коломбо 1991, Дака 1993, Ню Делхи 1995 и Мале 1997.

### Министерски съвет
Състои от министрите на външните работи на страните-членки. Съветът е отговорен за формулиране на политики, преглед на напредъка, вземането на решения за нови области на сътрудничество, създаване на допълнителни механизми, вземането на решения по други въпроси от общ интерес на Асоциацията. Съветът заседава два пъти годишно, а може също така да заседава на извънредна сесия по взаимно съгласие на страните-членки.

### Постоянен комитет
Състои се от външните секретари на държавите членки. На този комитет е възложено цялостното наблюдение и координация на програми и начините на финансиране, определяне на междусекторни приоритети, мобилизиране на регионалните и външни ресурси, както и откриването на нови области на сътрудничество, въз основа на съответните проучвания. Могат да се срещат толкова често, колкото се сметне за необходимо, но на практика комитетът заседава два пъти годишно и представя своите доклади до Съвета на министрите.

### Технически комитет
Състои се от представителите на държавите членки, той формулира програми и изготвя проекти в съответни области. Представителите на този комитет са отговорни за мониторинга на изпълнението на тези дейности и са задължени да докладват пред Постоянния комитет. Председателството на всеки Технически комитет обикновено се върти сред страните членки по азбучен ред, на всеки две години. Има дванадесет технически комитета. Въпреки това, със сливането на техническите комисии по околната среда и метеорология, броят на техническите комитети ще бъде единадесет.

## СААРК секретариат
Основана в Катманду на 16 януари 1987 г., СААРК Секретариатът е отговорен да координира и наблюдава изпълнението на СААРК дейности, като обслужване на заседанията на Сдружението и служи като канал за комуникация между SAARC и други международни организации.
Секретариатът се състои от:
генерален секретар и директорите от всяка държава членка и Генералния щаб.
- Генералният секретар се назначава от Съвета на министрите по номинация на държава членка, на ротационен принцип по азбучен ред, за период от две години.
- Г-н Абул Aшам от Бангладеш е първия Генерален секретар (16 януари 1987 – 15 октомври 1989);
- Г-н Кант Кишоре Бхаргава от Индия (17 октомври 1989 г. – 31 декември 1991 г.);
- Г-н Ибрахим Хюсеин Заки от Малдиви (1 януари 1992 – 31 декември 1993 г.).

Настоящият генерален секретар г-н Ядав Кант Силвал от Непал, поел службата от 1 януари 1994. Следващия генерален секретар е от Пакистан, г-н Наемудин Хасан встъпил в длъжност на 1 януари 1996.
Директорите се назначават от генералния секретар, след номинация от държавите членки за период от три години, които, при особени обстоятелства, може да бъде удължен от генералния секретар за период не по-дълъг от друг пълен мандат, в консултация със съответната държава членка.
Следват директорите, които служат в Секретариата:
- Бангладеш: Mr. Liaquat Ali Choudhury (от 5.7.1995 г.)
- Бутан: Ms. K.C. Namgyel (от 10.17.1995 г.)
- Индия: Mr. Ashok К. Attri (от 3.10.1994)
- Малдиви: Mr. Ahmed Latheef (от 1.10.1993)
- Непал: Mr. Prabal S.J.B. Rana (от 17.8.1992)
- Пакистан: Mr. Thir Iqbal Butt (от 6.1.1994)
- Шри Ланка: Mr. Ranjith P. Jayasooriya (от 10.2.1995).

Страните от СААРК Южноазиатската асоциация за регионално сътрудничество са изправени пред възможностите и предизвикателствата на глобализацията. Едно от решенията за всички страни от всички континенти е регионалната интеграция на техните икономики с тези на съседните страни, създаването на по-големи и по-конкурентоспособни регионални икономически блокове като НАФТА (Северноамериканско споразумение за свободна търговия), ACEAH (Асоциация на държавите от Югоизточна Азия), АПЕК (Форум за азиатско-тихоокеанско икономическо сътрудничество), МЕРКОСУР, КАРИФОРУМ (Форум на държавите от Карибския басейн и др.) и участието в международната търговия не само като държави, но и като регионална сила.

## Финансови разпоредби на СААРК
Държавите членки приемат техните национални бюджети и разпоредбите за финансиране на дейности и програми по СААРК рамка, включително и вноската за бюджета на Секретариата и на регионалните институции. Финансовото осигуряване е направено по този начин, за да се обявява всяка година по време на заседанието на Постоянния комитет годишният бюджет на Секретариата се споделя от държавите членки въз основа на договорена формула. По-малко от 40 % от институционалните разходи на регионалните институции се поемат от съответното правителство домакин и балансът се споделя от всички държави членки, според договорена формула. Капиталовите разходи на регионалните институции включват физическата инфраструктура, машини, оборудване и др. Обикновено те се поемат от съответното правителство домакин. Програмата за разходите на регионалните институции се споделят и от държавите членки, съгласно договорената формула.

## Сътрудничество с международни и регионални организации

### ESCAP
Рамковото споразумение за сътрудничество между SAARC и ESCAP е подписано през февруари 1994 година. Споразумението предвижда сътрудничество по въпросите на развитието на съвместни проучвания, работни срещи и семинари и обмен на информация и документация в намаляването на бедността, развитието на човешките ресурси, насърчаване на търговията, преките чуждестранни инвестиции, опазване на околната среда и превенция на трафика на наркотици, развитие на инфраструктурата и др.
СААРК – Генералният секретар е присъствал на две консултативни срещи на изпълнителните ръководители на под регионални организации в Азия и Тихия океан и ESCAP (1994 Банкок и Джакарта 195). Генералният секретар участва в среща на изтъкнати личности развитие на човешките ресурси, организиран от ESCAP секретариат в Банкок (ноември 1994 г.).

### UNICEF
Споразумението за сътрудничество между SAARC и UNICEF подписано на 10 декември 1993 предвижда сътрудничество в прилагането на съответните СААРК решения, отнасящи се до децата чрез годишна програма, която включва съвместни проучвания, обмен на документация и мониторинг на изпълнението.

### APT
Меморандумът за разбирателство (МР) е подписан от генералния секретар на SAARC и изпълнителният директор на (APT) Asia-Pasific Telecommunity на 4 февруари 1994 г. Меморандумът за разбирателство предвижда сътрудничество между двете организации, за насърчаване на растежа на далекосъобщенията в посока ускоряване на икономическото и социално развитие в региона. SAARC и APT ще обменят информация, публикации и документи за съответните им дейности в тази област. Те обменят технически и оперативни подробности за плановете за подобряване на националната, регионалната и международната далекосъобщителна мрежа. Сътрудничество предвижда планирането и развитието на мрежи, трансфер на технологии, насърчаване на международните стандарти, развитие на човешките ресурси и прилагане на телекомуникациите в сектори като здравеопазване, образование, околна среда, транспорт и туризъм.

## Приоритетни региони за развитие на стратегията за период 2007 – 2013
Основният приоритет на стратегията е насърчаването на сътрудничеството и регионалната интеграция. За да се постигне това ЕС подкрепя работата и диалога на Срещата Азия-Европа (ASEM)
- Фондация „Азия-Европа“ (ASEF),
- Транс-Евразия информационна мрежа (TEIN),
- Южноазиатската асоциация за регионално сътрудничество (SAARC),
- Южноазиатската зона за свободна търговия (SAFTA)
- Асоциацията на страните от Югоизточна Азия (АСЕАН).

Вторият приоритет за насърчаване на сътрудничеството на политиката и ноу-хау са отношенията в областите на околната среда, образованието и здравеопазването. Този приоритет има за цел да насърчи устойчивото потребление, производство и търговия в еко стоки и услуги, както и за подпомагането и прилагането на Закона за горите, управлението и търговията (FLEGT). Този приоритет също така акцентира и върху насърчаването на възможностите и ценностите на демокрацията, върховенството на закона, зачитането на човешките права и основните свободи. Той съща така подкрепя и регионите за контрол на птичи грип и високопатогенна инфлуенца. Третият приоритет си поставя за цел да въведе трансграничното сътрудничество във връзка със здравеопазването. Също така и да подкрепя изселени лица в Азия, като им помага да се върнат и да се заселят в страната. Тази подкрепа се създава връзки между релеф, реинтеграция и развитие, насочени към запълване на празнината между спешната помощ за бежанците и по-дългосрочни облекчения.

## Изводи
За периода 2007 – 2013 бюджета на Азия възлиза на 5,187 милрд.€ от които:
- 81% – се разпределят за развитие на страната;
- 16% – за регионална помощ;
- 3% за резерви

Настоящата регионална стратегия се състои от регионална многогодишна индикативна програма, която е програмен документ за развитие и помощ на базата на действията насочени за постигане на приоритетите определени в регионалното сътрудничество. Многогодишната програма е изготвена в периода 2007 – 2010 г. с бюджет от 400 млн. €, а втората програма е изготвена в периода 2011 – 2013 г. с бюджет от 373 млн. €. Стратегията е в допълнение към стратегическите документи на страните изготвени за всяка отделна страна от Азия и за страните от Централна Азия. Финансовият инструмент за развитие на сътрудничеството в основната рамка за финансиране на помощта, представена от стратегията за регионално сътрудничество. Успешните индикатори са определени, за да се измери въздействието на дейностите. Те посочват, че преследвана цел, резултатите и предимствата ще бъдат извършени. Резултатите от тези действия ще се измерват, както количествено, така и качествено, не само от показателите, но и от критериите за проверка и други механизми за изпълнение. Осъществяването на всички програми ще се контролира и наблюдава като средносрочния преглед на цялата програма е насрочен за 2009 г.

## Държави членки
- Пакистан
- Афганистан
- Бангладеш
- Бутан
- Индия
- Малдиви
- Непал
- Шри Ланка

## Наблюдаващи държави
- Китай
- ЕС
- Иран
- Япония
- Южна Корея
- САЩ

## Генерални секретари
| Име                  | Мандат                              | Държава   |
| -------------------- | ----------------------------------- | --------- |
| Абул Ахсан           | 16 януари 1987 – 15 октомври 1989   | Бангладеш |
| Кант Кишоре Бхаргава | 17 октомври 1989 – 31 декември 1991 | Индия     |
| Ибрахим Хюсейн Заки  | 1 януари 1992 – 31 декември 1993    | Малдиви   |
| Ядав Кант Силвал     | 1 януари 1994 – 31 декември 1995    | Непал     |
| Наеем Хасан          | 1 януари 1996 – 31 декември 1998    | Пакистан  |
| Нихал Родриго        | 1 януари 1999 – 10 януари 2002      | Шри Ланка |
| К.А.М.А. Рахим       | 11 януари 2002 – 28 февруари 2005   | Бангладеш |
| Лионпо Ченкяп Доржи  | 1 март 2005 – 29 февруари 2008      | Бутан     |
| Шеел Кант Шарма      | 1 март 2008 – понастоящем           | Индия     |

## Срещи
| 1-ва | Дака      | 7 декември-8 декември 1985   |
| 2-ра | Бангалор  | 16 ноември-17 ноември 1986   |
| 3-та | Катманду  | 2 ноември-4 ноември 1987     |
| 4-та | Исламабад | 29 декември-31 декември 1988 |
| 5-а  | Мале      | 21 ноември-23 ноември 1990   |
| 6-а  | Коломбо   | 21 декември 1991             |
| 7-а  | Дака      | 10 април-11 април 1993       |
| 8-а  | Ню Делхи  | 2 май-4 май 1995             |

| 9-а  | Мале      | 12 май-14 май 1997         |
| 10-а | Коломбо   | 29 юли-31 юли 1998         |
| 11-а | Катманду  | 4 януари-6 януари 2002     |
| 12-а | Исламабад | 2 януари-6 януари 2004     |
| 13-а | Дака      | 12 ноември-13 ноември 2005 |
| 14-а | Ню Делхи  | 3 април-4 април 2007       |
| 15-а | Канди     | 30 юли-31 юли 2008         |